# Перл, Уильям
Уильям Перл (англ. William Perl, 1920–1970) — американский физик, агент советской разведки. Настоящее имя Уильям Муттерперл. Оперативный псевдоним Кордел.
Вступил в комсомол, где и познакомился с Юлиусом Розенбергом, Мортоном Собеллом и Джоэлом Барром. Принимал участие в разработке целого ряда секретных военных проектов США. Работал в лаборатории Национального консультативного комитета по аэронавтике, участвовал в конструировании по контрактам Военного министерства новейшего истребителя. Имел доступ к поступавшим в бюро секретным научно-исследовательским работам и наставлениям по эксплуатации новейших самолётов которые были разработаны по заказам ведомства на других заводах. В 1942 году был завербован Юлиусом Розенбергом.
Арестован 15 марта 1951 года по обвинению в шпионаже в пользу Советского Союза. Доказательства того, что Перл занимался шпионажем, были косвенными, поэтому ФБР было вынуждено согласиться на обвинение в лжесвидетельстве. В мае 1953 года суд присяжных признал Перла виновным по двум пунктам обвинения в лжесвидетельстве за ложь о его отношениях с Розенбергом и Собеллом. Он был оправдан по двум другим пунктам.

## Предыстория
Ещё студентом Городского колледжа Нью-Йорка, Перл присоединился к Steinmetz Club, отделению Коммунистической лиги молодёжи, где познакомился и сдружился с будущими советскими шпионами Юлиусом Розенбергом, Мортоном Собеллом и Джоэлом Барром. Перл получил диплом инженера в 1939 году, а в 1940 году начал работать в Национальном консультативном комитете по аэронавтике в исследовательском отделе армейской авиабазы Лэнгли в Хэмптоне, штат Вирджиния. В 1944 году Перл перешел в Лабораторию летных двигателей НАСА Льюис в Кливленде, штат Огайо. Обе работы предоставили ему доступ к обширным секретным материалам. НАСА отправило Перла в Колумбийский университет для получения докторской степени по физике. Находясь в Колумбии, Перл жил в той же квартире на Мортон-стрит, где жили Барр и Альфред Сарант.

## Карьера
После защиты докторской диссертации в Колумбийском университете Перл вернулся в Кливленд, чтобы работать над проектом реактивного двигателя для сверхзвуковых аппаратов. Перл почти получил место в Комиссии по атомной энергии США, когда его связь с Барром и Сарантом, подозреваемыми в связи с коммунистами, была обнаружена проверкой службы безопасности.

## Эпизод с Розенбергом
В июле 1950 года Вивиан Глассман, невеста Барра, посетила Перла в Кливленде, чтобы дать ему 2000 долларов, посоветовав ему поехать в Европу. В отличие от Барра и Саранта, Перл решил не бежать из страны, возможно, рассчитывая спасти свою карьеру. Его адвокатом стал юрист ACLU Рэймонд Л. Уайз.
Перл предстал перед судом летом 1950 года, где отрицал какие-либо отношения с Джулиусом Розенбергом, Мортоном Собеллом, Максом Элитчером, Энн и Майклом Сидоровичами. К 29 августа 1950 года адвокат посоветовал Перлу сотрудничать со следствием.  10 марта 1951 года Уайз и Перл встретились с агентами ФБР; Уайз заявил, что Перл заплатил ему «значительную плату» в качестве гонорара.  15 марта 1951 года Перл был арестован. В апреле 1951 года ФБР сообщило Уайзу, что они не будут заключать сделки с Перлом из-за заявления о даче ложных показаний.  Адвокат протестовал, что у правительства не было юрисдикции для предъявления обвинения, но безрезультатно. Правительство отложило суд в сентябре 1951 года из-за болезни Уайза.  В июне 1952 года тот попросил уменьшить размер залога с двадцати до пяти тысяч долларов, но судья оставил сумму без изменений. В декабре 1952 года Уайз попросил еще одну отсрочку, так как зимой он будет во Флориде; судья решил продолжить рассмотрение дела в феврале 1953 года. В марте 1953 года адвокат снова попросил об отсрочке до возвращения Уайза из Флориды 21 апреля 1953 года. 26 марта 1953 г. правительство согласилось возобновить работу 4 мая 1953 г. После своего возвращения в конце апреля 1953 г. Уайз «строго конфиденциально заявил, что, по его мнению, Перл должен признать себя виновным и сотрудничать с правительством в раскрытии шпионажа». К началу мая 1953 года Уайз сообщил, что Перл по-прежнему не желает сотрудничать. 4 мая 1953 года судья США Томас Фрэнсис Мерфи (государственный обвинитель по делу Хисса ) передал судебное разбирательство по делу о лжесвидетельстве судье Сильвестру Дж. Райану.Окружного суда Соединенных Штатов по Южному округу Нью-Йорка.
В суде обвинение утверждало, что Перл сознательно солгал, что не знал, что Джулиус Розенберг и Мортон Собелл были членами Союза молодых коммунистов, или что он знал Хелен Элитчер, Майкла или Анну Сидорович. Уайз утверждал, что Перл не лгал намеренно. Перл не мог объяснить, каким образом Вивиан Глассмандал передал ему бумагу с именем Розенберга. Он не мог объяснить, почему Собелл получил от него рекомендации для работодателя. Затем Уайз утверждал, что ранее Перл явился на суд добровольно, а не в качестве ответчика и не под присягой. 26 мая 1953 года в своем резюме Уайз утверждал, что Перл считал свои ответы верными в то время, когда отвечал. Например, он честно ответил, что не «знал» Собелла, то есть не знал «близко» а не вообще. Что касается показаний Хелен Эллитчер, Уайз утверждал, что суд может ожидать от нее только подтверждения показаний ее мужа, Макса Элитчера, коммуниста и известного лжесвидетеля. У Перла якобы не было мотива лжесвидетельствовать, так что Уайз требовал оправдания по всем четырем обвинениям в даче ложных показаний. 22 мая 1953 года Перл был признан виновным по двум пунктам обвинения в лжесвидетельстве за ложь о своем «знакомстве и связях» с Розенбергом и Собеллом (и оправдан по двум другим пунктам). Перл отбыл два одновременных пятилетних заключения в Нью-Йоркской тюрьме. 

## Участие в Venona
Имя Перла упоминается в 14 сообщениях КГБ, расшифрованных проектом Venona, совместном проектом британо-американской разведки, под псевдонимами «Гном» и «Джейкоб».  В одной телеграмме от 14 сентября 1944 г. запрашивается премия в размере 500 долларов за информацию Перла о сборке реактивного двигателя Westinghouse.  Джон Эрл Хейнс и Харви Клер предположили, что данные, предоставленные им, помогли Советам в создании уникальной конструкции хвостового оперения истребителя МиГ-15, использовавшегося в Корейской войне.